# Йоаникий Иконому
Йоаникий (на гръцки: Ιωαννίκιος, Йоаникиос) е гръцки духовник, митрополит на Вселенската патриаршия.

## Биография
Роден и със светската фамилия Иконому (Οικονόμου). Йоакиний е протосингел на Драмската митрополия. На 29 декември 1853 година става велик протосингел на Вселенската патриаршия и заема този пост до 1855 година.
На 17 октомври 1860 година Йоаникий е ръкоположен за митрополит на Анкарската епархия. Избран е за митрополит на Филипийска, Драмска и Зъхненска епархия на 25 май 1872 година. Оглавява катедрата в Драма. Йоаникий започва борба с българщината в Драмско. Още преди Руско-турската война Йоаникий Драмски повежда война срещу българското движение, а неговият наследник Герман III Драмски я продължава.
Йоаникий умира на пределна възраст на 2 януари 1879 година.